# Gamengrund

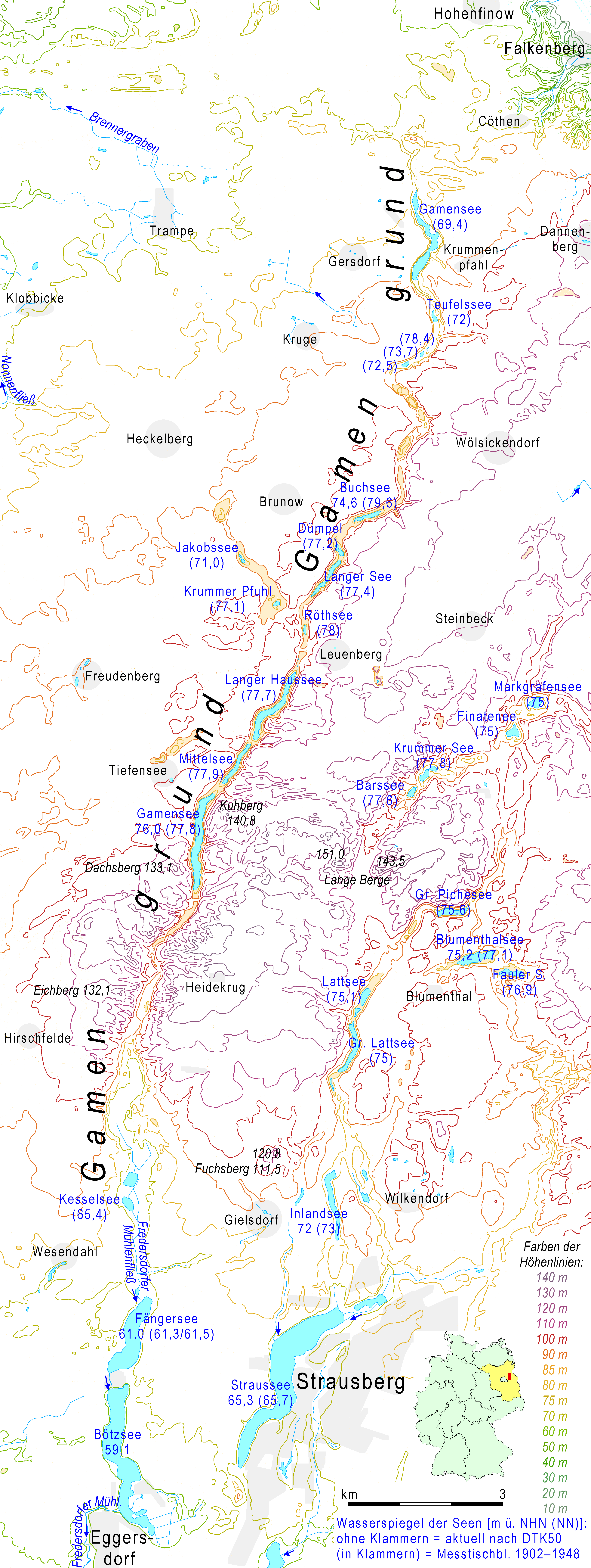
Reliefkarte des Gamengrundes und östlicher Nachbartäler.
Einige der zahlreichen Senken sind farbig unterlegt
→ Dieselbe Karte in 16,7 % also 629 × 1391 px

Der Gamengrund ist eine markante, 300 bis 400 Meter breite Glaziale Rinne, die die Grundmoränenfläche des Barnim zerschneidet. Sie setzt südlich von Eberswalde ein und verläuft bis Hirschfelde. Auf Grund ihrer sehr kräftigen Ausprägung ist sie ein für Brandenburg bedeutendes Geotop und als Landschaftsschutzgebiet ausgewiesen.

## Lage
Der Gamengrund zieht sich durch die Gemeindegebiete (bzw. an deren Grenze) von Strausberg, Altlandsberg, Werneuchen, Höhenland, Heckelberg-Brunow und Falkenberg (Mark) hin. Er durchschneidet in nordsüdlicher Richtung den Barnim und darin das Waldgebiet zwischen Hirschfelde und Sternebeck. Auch der nördliche Teil der Rinne, zwischen Ackerland gelegen, ist selbst mit Wald bestanden.

## Entstehung
Im Unterschied zur benachbarten Buckower Rinne ist der Gamengrund aus einem Tunneltal hervorgegangen, in dem Schmelzwasser aus dem darüber liegenden Eispanzer sich einen Weg unter dem Eis bahnte. Mit dem Zusammenbruch des Eispanzers sammelten sich in der Rinne Toteisblöcke und schufen Senken, in denen sich die heutigen Seen bildeten.

## Landschaft
Die Rinne hat mehrere Senken ohne oberirdischen Abfluss. In einigen Senken bildet das Wasser Seen, aber einige Kuhlen enthalten keinen See. Eine oberirdische Entwässerung hat nur der südlichste Teil des Gamengrundes, hier beginnt das Fredersdorfer Mühlenfließ, ein Zufluss der Spree.
Im Gamengrund liegen etwa 14 Rinnenseen, nicht wenige davon langgestreckt und schmal. Den höchstgelegenen Wasserspiegel hat der Mittelsee (77,9 m ü. NHN) bei Tiefensee. Die niedrigsten Wasserspiegel haben der vom Fredersdorfer Mühlenfließ durchströmte Fängersee ganz im Süden, mit 61 m ü. NHN, und der nördliche Gamensee ganz im Norden.

## Namen
In den meisten heutigen Karten findet man jeweils zwei Seen gleichen Namens, einen Langen See südlich von Leuenberg und einen nördlich, einen Gamensee bei Tiefensee und einen im Norden der Rinne bei Krummenpfahl. Im 18. Jahrhundert vermied man diese Namensgleichheiten; im Schmettauschen Kartenwerk, erstellt 1767 bis 1787, ist der südliche heutige „Gahmensee“ als „Jamsee“ bezeichnet, und der südliche „Lange See“ heißt „Langer Haus-See“. Die letztgenannte Unterscheidung wurde 2016 vom brandenburgischen Landesamt für Umwelt wieder aufgegriffen, sodass der See südlich von Leuenberg jetzt Langer Haussee heißt.

## Hydrologie
Das oberflächlich abflusslose Gebiet (Kennzahl 58279521) um (südlichen) Gamensee, Mittelsee und Langen Haussee gehört zur Wasserzufuhr des Fredersdorfer Mühlenfließes und liegt mithin südwestlich der Wasserscheide zwischen Elbe und Oder. Diese Wasserscheide liegt für den Niederschlagseintrag südlich, in der Bewegung tieferer Grundwasserschichten jedoch nordöstlich des Röthsees: Es gibt hier eine Trennschicht zwischen oberflächennaher („1. Grundwasserleiter“, entspricht, wo nachgewiesen, etwa dem Wasserspiegel der Seen) und tiefen wasserführenden Schichten.
Der südliche Teil wird vom Wasser- und Bodenverband Stöbber-Erpe überwacht, der nördliche, also der Oder zugewandte, vom Wasser- und Bodenverband Finowfließ.

## Sozialgeschichte
Am 24. August 1941 trafen sich konspirativ im Blumenthaler Forst in der Nähe des Gamensees etwa 50 Antifaschisten, um über Möglichkeiten des Widerstands gegen das Naziregime zu beraten. Weil unter ihnen ein Gestapo-Zuträger war, wurden 1942 viele von ihnen verhaftet. Die vier Initiatoren des Treffens, die Kommunisten Josef Römer, Willy Sachse, Fritz Riedel und Kurt Ritter wurden 1944 ermordet. 1974 wurde für sie im Gamengrund von VdN-Mitgliedern ein Gedenkstein gesetzt.

## Tourismus

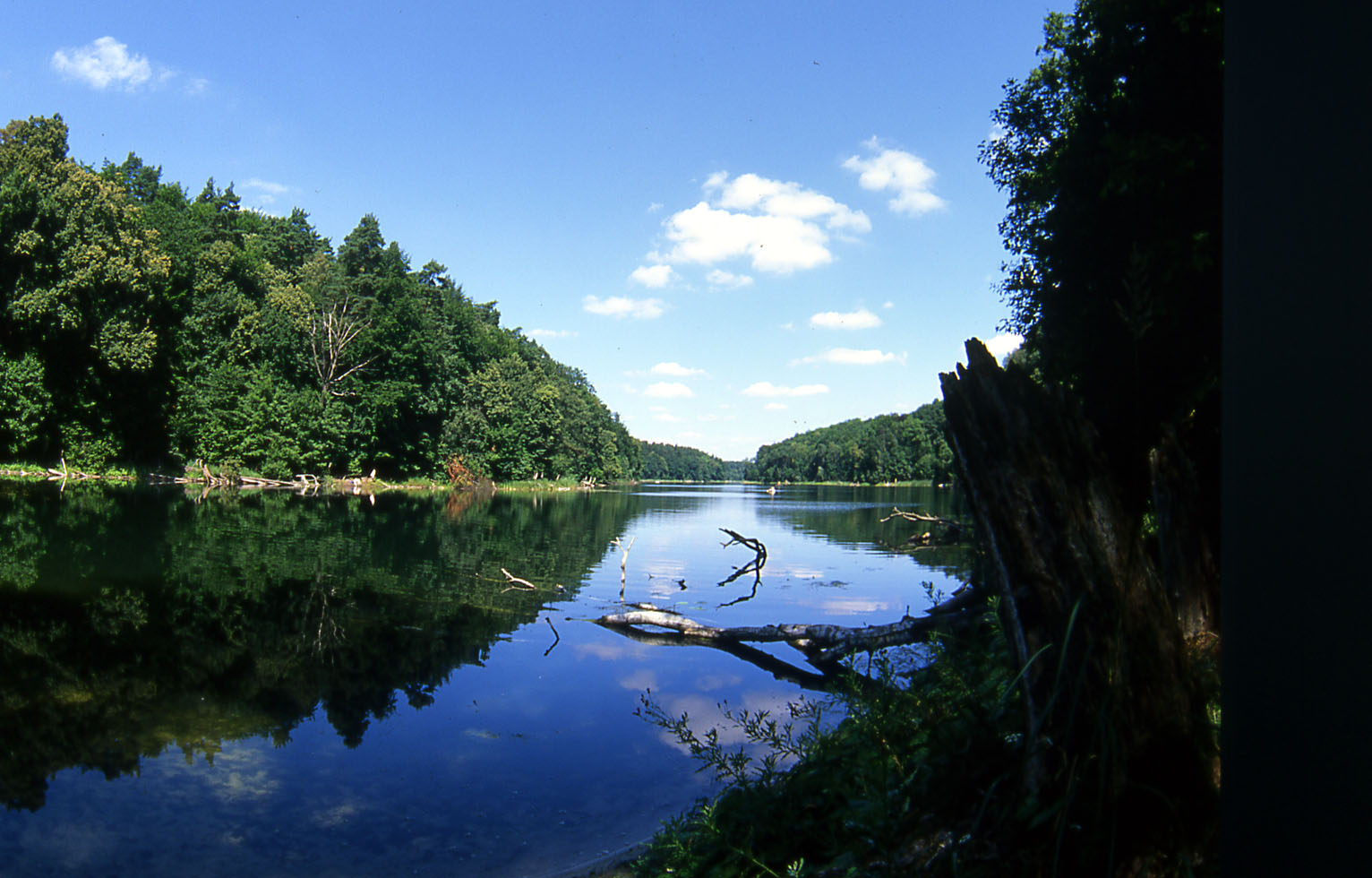
Der (südliche) Gamensee im Gamengrund

Schon Fontane beschreibt in seinen Wanderungen durch die Mark Brandenburg unter Werneuchen die Sommerfrische im romantischen Gamengrund. Auch dem Blumenthal am östlichen Ufer des Gamensees (der Name kommt von dem Blumenreichtum dieser Waldlandschaft) sowie Stadtstelle widmet er ein eigenes Kapitel. Der Gamengrund ist auch heute eine beliebte Strecke für Wanderungen und Radtouren, da er vom nahen Berlin aus sowohl mit der Regionalbahn vom Bahnhof Berlin-Lichtenberg nach Werneuchen als auch über die B 158 gut erreichbar ist. Die 66-Seen-Regionalparkroute führt mit der Teilstrecke Tour 7 durch den Gamengrund. Die Bahnstrecke Tiefensee–Sternebeck kann seit 2005 mit Draisinen befahren werden.